# 페퇴피 샨도르
페퇴피 샨도르(헝가리어: Petőfi Sándor, 본명: 페트로비치 샨도르·Petrovics Sándor, 문화어: 뻬뙤피 샨도르, 1823년 1월 1일 ~ 1849년 7월 31일)는 헝가리의 국민 시인이다.
헝가리의 소도시 키슈쾨뢰시에서 소상인의 아들로 태어났다. 15세 때 부친이 상업에 실패하면서 가난한 생활을 하지 않으면 안 되었다. 국립극장의 단역 배우가 되었다가 군대에 지원 입대하여 군대생활을 마친 후 귀국, 파퍼의 친구 집에서 신세를 졌다. 이곳에서 그는 가정교사를 하면서 대학에 진학, 후년 유명해진 소설가 요커이와 친분을 맺었다.
1844년 첫 시집을 발표하면서 페퇴피의 명성은 삽시간에 국내에 퍼졌다. 그 후 자유를 추구하는 소박한 정열이 당시 헝가리 사회에 팽대했던 내셔널리즘과 결합됨으로써 잇달아 발표된 많은 시집은 그의 인기를 단시일내에 더욱 열광적인 것으로 만들었다. 헝가리 독립 전쟁의 서곡이 된 1848년의 페슈트 봉기 때 페퇴피는 자작의 <궐기하라, 마자르 사람들이여>라는 시를 민중 앞에서 낭독하고 민족의 자유 투쟁에 자진해서 투신, 이듬해 전사했다.
페퇴피는 스스로도 "자유와 사랑의 시인"으로 자처했듯이 소박·순정의 연애시인이었다. 그의 연애시집 <에테루케 묘의 측백나무>(1845), <사랑의 진주>(1845) 등은 감미로운 초기의 시풍을 대표하고 있으나 특히 뛰어나고 아름다운 것은 애처 센드레이 율리아에게 바친 일련의 연애시다. 이 중에서도 자신의 죽음을 예감하면서 쓴 <9월 말에>(1847)는 헝가리 시의 절창이라 평가된다. 이 밖에 이야기 시 (장시) <야노시 영웅>(1844), 소설 <교수 집행인의 밧줄> 등 많은 작품이 있다.